# مقاطعة مورونا سانتياغو

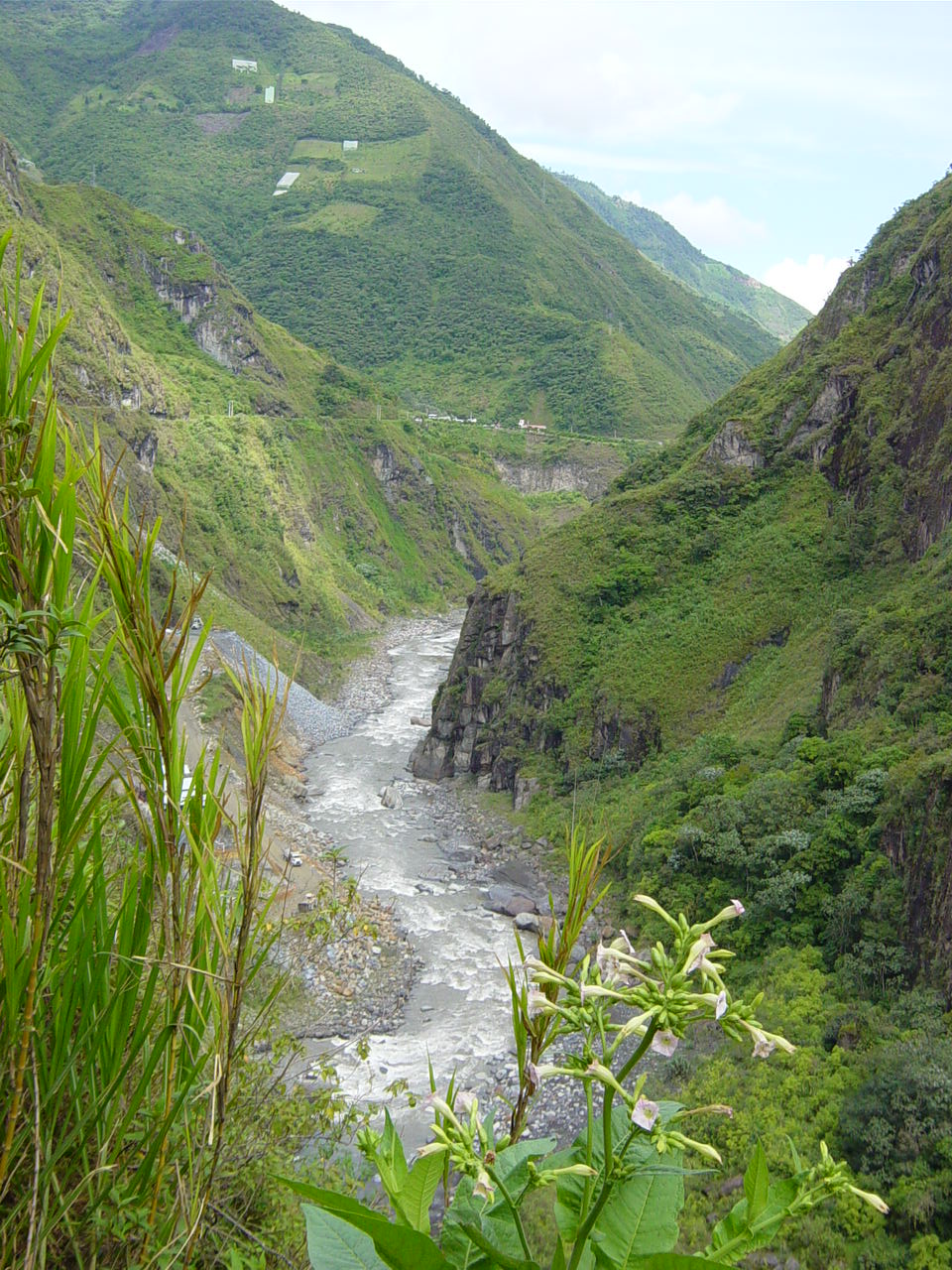
نهر باستازاس بالقرب من بانيوس

مورونا سانتياغو هي مقاطعة في الإكوادور. تأسست المقاطعة في 24 فبراير 1954. وعاصمتها هي ماكاس.

## كانتونات
وتنقسم المقاطعة إلى 12 كانتونات وتنقسم بدورها إلى أبرشيات: